# Chiesa di San Bartolomeo Apostolo (Castenedolo)
La chiesa di San Bartolomeo Apostolo è la parrocchiale di Castenedolo, in provincia e diocesi di Brescia; fa parte della zona pastorale di Rezzato.

## Storia

### La prima parrocchiale quattrocentesca
La prima parrocchiale di Castenedolo sarebbe sorta, secondo l'ipotesi dello storico Paolo Guerrini, da un primo ospizio o ricovero dedicato a san Bartolomeo apostolo, patrono per l'appunto degli ospedali e degli infermi. Il 23 febbraio 1492, inoltre, l'allora papa Alessandro VI collocava la medesima parrocchiale sotto il giuspatronato del comune di Castenedolo, il quale in seguito provvedeva ad un ampliamento e ad un arricchimento del beneficio ecclesiastico annesso alla parrocchiale.

### La nuova chiesa ottocentesca
Questo edificio, tuttavia, venne distrutto il 29 maggio 1799 da una forte scossa di terremoto, spingendo la popolazione del paese ad erigere un nuovo luogo di culto e ad affidare la direzione dei lavori all'architetto Carlo Donegani. La prima pietra dell'edificio venne posta il 29 agosto 1803. Il cantiere, pur rallentato tra gli anni 1813 e 1816, fu piuttosto continuo e non subì mai interruzioni. Nel 1824, infatti, veniva portato a compimento il presbiterio dell'edificio, mentre nel 1825 fu terminata la facciata. Nel 1826, infine, fu portata a compimento anche l'ampia volta chiesastica, la quale aveva tra l'altro suscitato discussioni fra i tecnici. Nell'ottobre del 1840, inoltre, il quadraturista e pittore Giuseppe Teosa terminava gli affreschi della chiesa, che venne dotata di pale e mensole d'altare.
Nel 1853 venne collocato l'altare maggiore e, nel 1856, fu realizzata la pala raffigurante Il martirio di San Bartolomeo di Francesco Hayez. Nel 1863 venne eretto il campanile, nel 1925 costruita la facciata e, nel 1840, rifatto il pavimento.
Nel 2006 l'edificio fu completamente restaurato dopo i gravi danni strutturali causati dal terremoto del 2004.

## Descrizione
La chiesa originaria aveva cinque altari, ognuno dei quali fu dotato di una cappella. L'edificio costruito a partire dalla fine del Settecento, invece, conserva nel secondo altare di destra la pala d'altare con il Cristo eucaristico tra i santi Bartolomeo e Rocco, realizzato dal Moretto nel 1545 su commissione del prelato e rettore di Castenedolo Donato Savallo, al tempo arciprete della basilica di San Pietro de Dom. La tela raffigurante il Santissimo Sacramento, peraltro, è stata commissionata ed eseguita insieme alla tela Cristo eucaristico con i santi Cosma e Damiano di Marmentino e riveste un importante significato simbolico e religioso, soprattutto in virtù del contesto storico e culturale in cui tali opere furono realizzate: infatti, ambedue esprimono appieno gli ideali della Controriforma, volendo quindi esemplificare quella fede cattolico-romana fortemente minacciata, al tempo, dal protestantesimo che andava sempre più diffondendosi.

## Galleria d'immagini

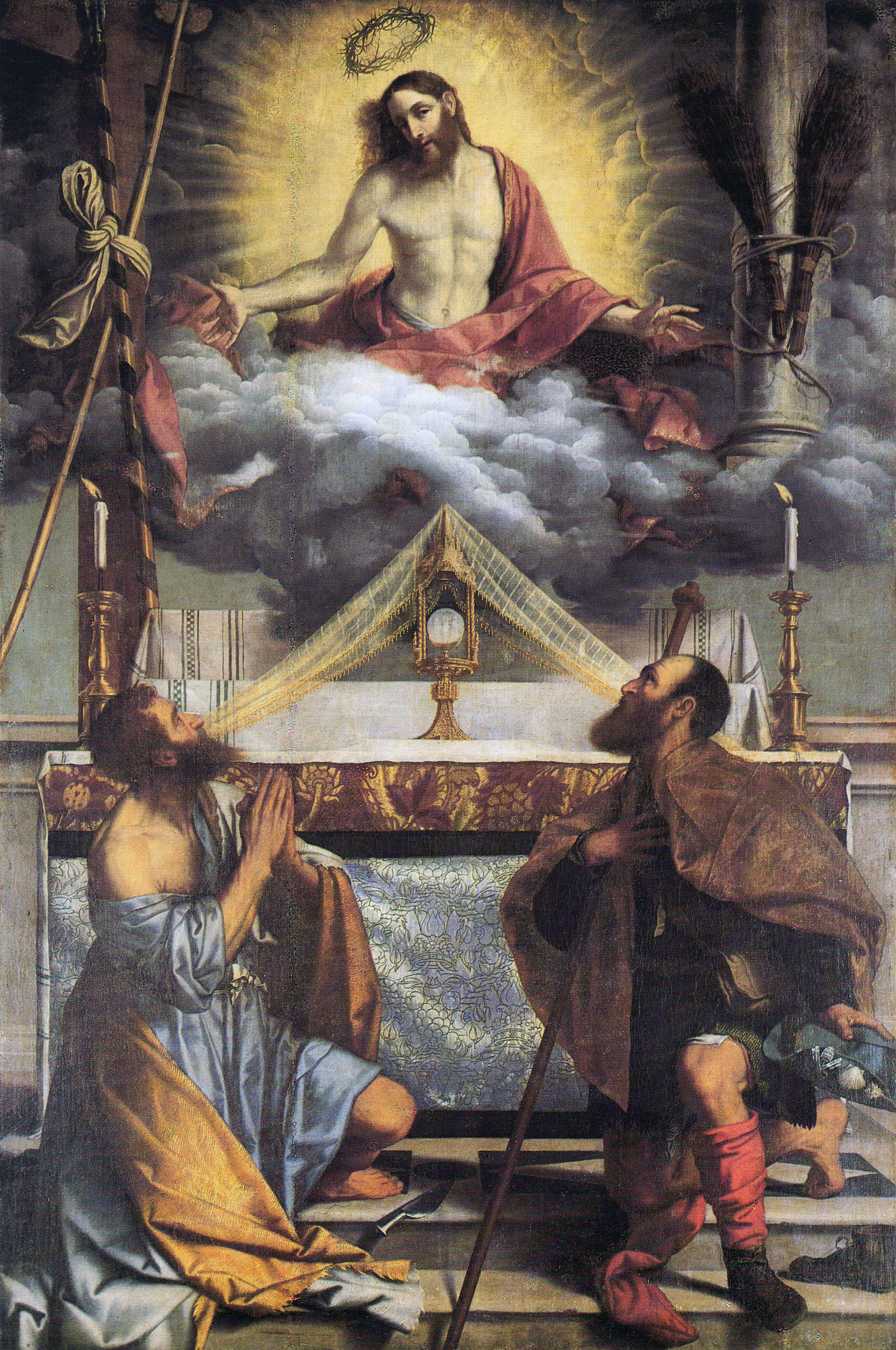
"Cristo eucaristico" tra i santi Andrea e Rocco
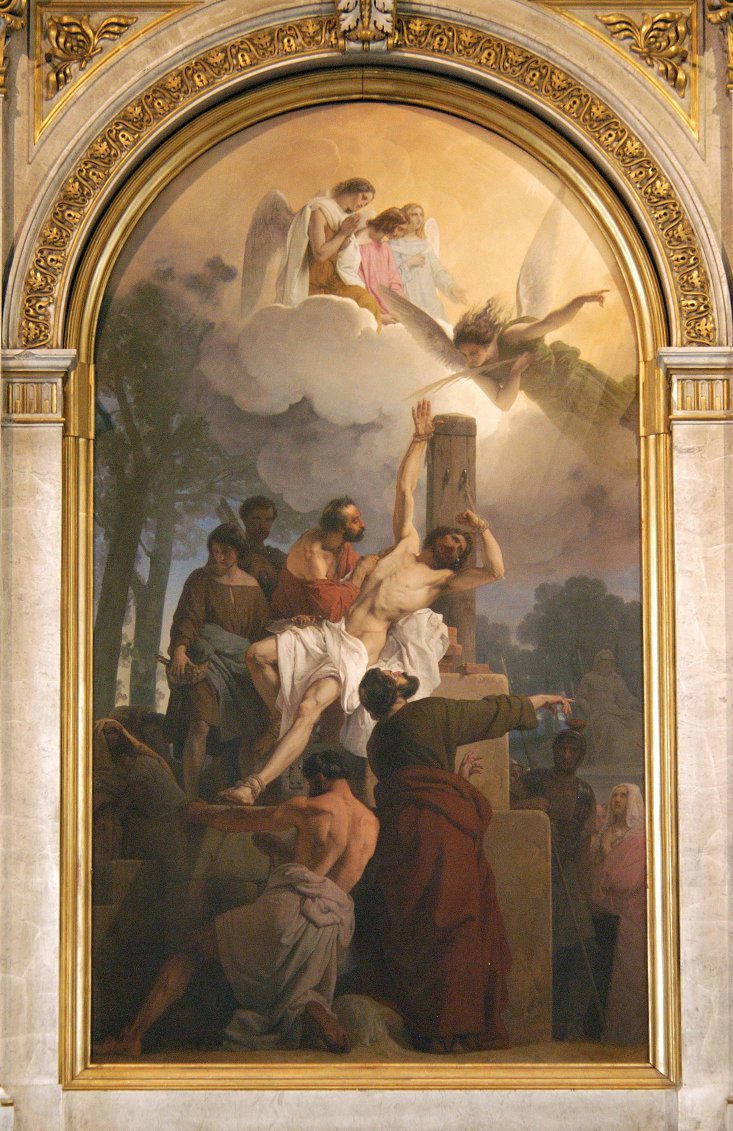
Il martirio di San Bartolomeo, opera di Francesco Hayez